# Сташкевич Володимир Омелянович
Сташкевич Володимир Омелянович (3 березня 1939 року, село Сташкевичі, Овруцький район, Житомирська обасть, Українська РСР - 23 листопада 2024, Львів, Україна) — кадровий військовик, полковник у відставці, Війська ППО СРСР, начальник штабу. Активний учасник розбудови національних Збройних Сил України, член Всеукраїнської громадської організації «Спілка офіцерів України» (ВГО СОУ).

## Біографія

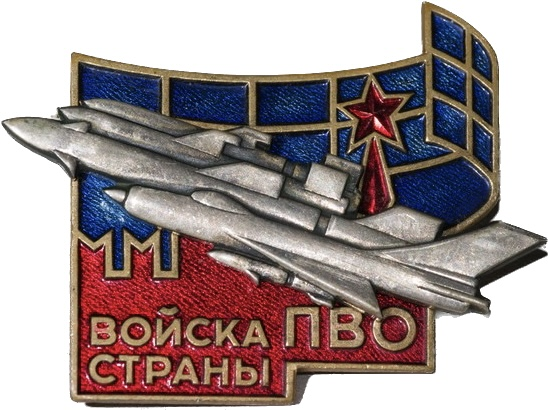
Почесна відзнака «Війська ППО країни»

Народився 3 березня 1939 року в селі Сташкевичі Овруцького району Житомирської області. Батько Омелян Олександрович (05.08.1918—15.12.1988) — ветеран ІІ світової війни, де був важко поранений, кавалер Ордену вітчизняної війни. Мати Єлизавета Пилипівна (03.10.1915—21.11.1998) працювала у Зарічанській сільській раді (село Заріччя Овруцького району Житомирської області).
У 1956 році закінчив Овруцьку середню школу № 4 (м.Овруч, вул. Князя Олега, 11-К (колишня вул.Фрунзе).
1956—1959 студент Мироцького ветеринарного технікуму (сьогодні - Відокремлений підрозділ Національного університету біоресурсів і природокористування України  “Немішаївський агротехнічний коледж”.), де активно займався спортом у складі футбольної команди технікуму.

## Військова служба

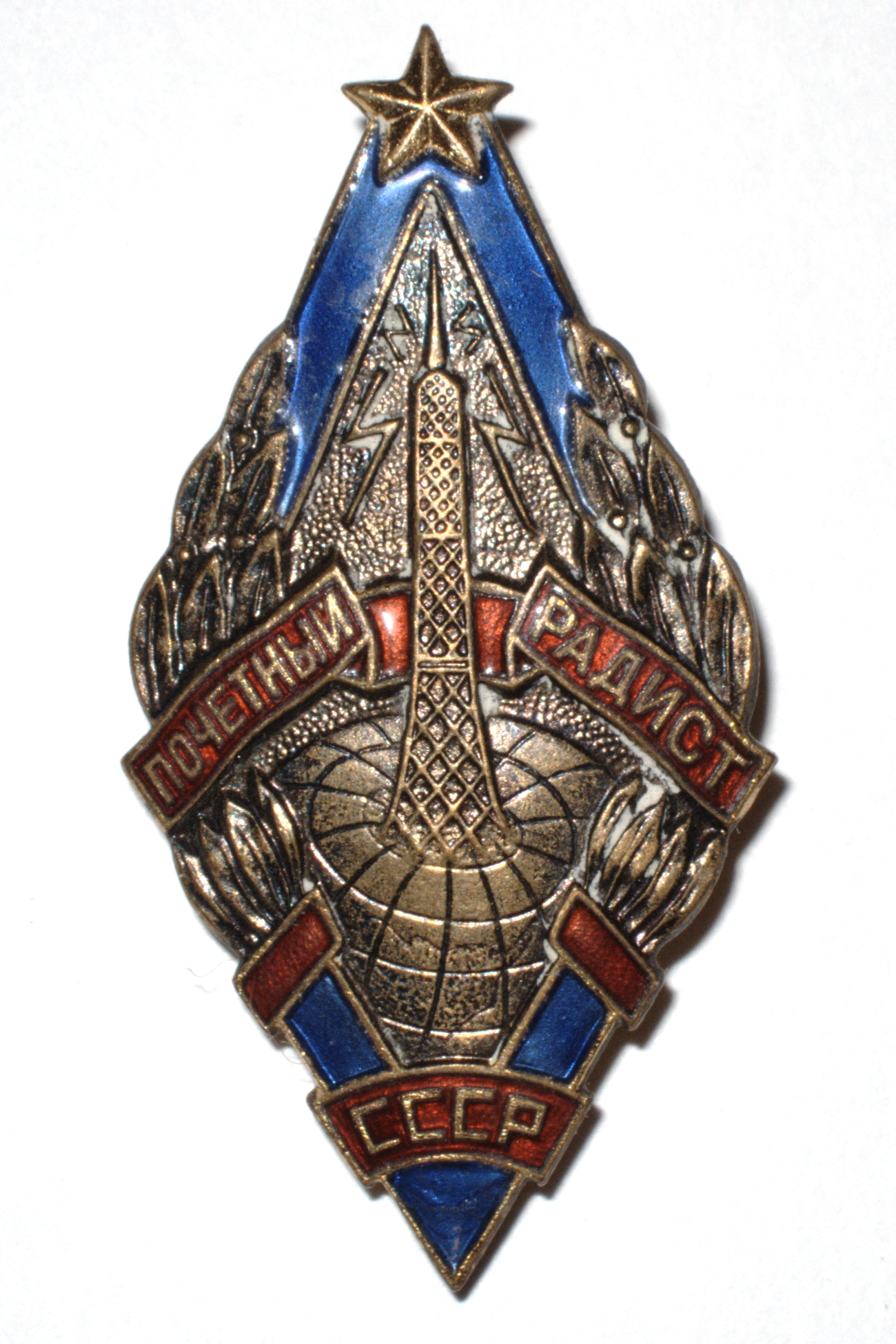
Нагрудна відзнака «Почесний радист СРСР»

У 1959 році призваний до лав Збройних Сил СРСР, де проходив строкову службу у 150-му окремому гвардійському батальйоні зв'язку (128 гв. мсд 38 А) та був зарахований у Горьківське (сьогодні - Нижній Новгород) вище військове командне училище зв'язку (з 30 квітня 1974 - Ленінградське вище військове інженерне училище зв'язку), яке закінчив з відзнакою у 1963 році.
1963—1989 рр. проходив військову службу у військових частинах та з'єднаннях Військ ППО.
1966—1970 рр. проходив військову службу у складі Групи радянський військ у Німеччині м.Франкфурт на Одері. 
1974—1975 рр. проходив військову службу у складі місії військових спостерігачів у Сирі́йській Арабській Республіці (військовий радник). 
1975—1980 рр. проходив військову службу у складі Групи радянський військ у Німеччині. Відзначений Головнокомандувачем Групи радянських військ у Німеччині генералом армії Івановським Є. П. «за багаторічну сумлінну плідну працю, високий професіоналізм, вагомий особистий внесок у розвиток Збройних Сил…».
У 1989 році звільнений у запас (з правом носіння військової форми одягу із знаками розрізнення).
З серпня 1991 року приймав активну участь у питаннях розбудови національних Збройних Сил у складі Всеукраїнської громадської організації «Спілка офіцерів України» (ВГО СОУ), а саме у розробці плану спільних дій з повного введення української мови навчання і спілкування у військових частинах, штабах, навчальних закладах та інших військових формуваннях.
З 1999 року звільнений у відставку.
Перебуваючи у відставці був наставником і радником громадських організацій з питань національної безпеки і оборони, захисту національних інтересів, національно-патріотичного виховання воїнів.
Його активна життєва позиція, патріотизм і самовідданість завжди були яскравим прикладом беззастережного служіння ідеї незалежності України.
У нього залишились син, донька і троє онуків.

## Нагороди

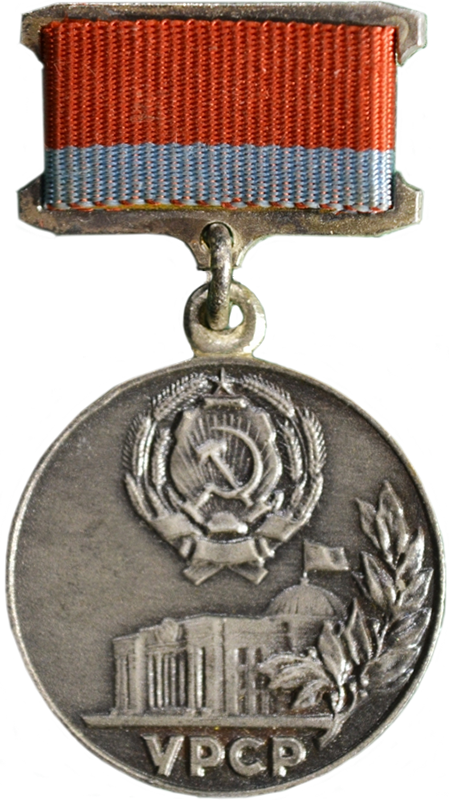
Нагрудний знак Грамота Президії Верховної Ради Української РСР

- Грамота Президії Верховної Ради УРСР
- Відзнака Почесний радист СРСР
- Почесна відзнака «Війська ППО країни»
- Медаль «За воїнську доблесть»
- Медаль «Ветеран Збройних Сил СРСР»
- Почесна відзнака Товариства німецько-радянської дружби
- Почесна грамота Центрального правління  Товариства німецько-радянської дружби (DSF)
- 8 медалей Міністерства Оборони і Генерального штабу Збройних Сил СРСР.